# León Villa
León Fernando Villa Arango (ur. 12 stycznia 1960 w Medellín) – piłkarz kolumbijski grający na pozycji lewego obrońcy.

## Życiorys
Villa przez niemal całą karierę związany był z klubem z rodzinnego miasta, Atlético Nacional. Największymi sukcesami Leóna podczas jego kariery w tym klubie były: zdobycie mistrzostwa Kolumbii w 1991 roku, Copa Libertadores w 1989 oraz Copa Interamericana w 1990 roku. Piłkarską karierę Villa kończył w 1994 roku będąc zawodnikiem klubu Quindio Armenia. Obecnie jest dyrektorem technicznym w klubie Atletico Nacional.
W 1990 roku Villa był członkiem reprezentacji Kolumbii na Mistrzostwach Świata we Włoszech. Nie zagrał tam jednak ani minuty, a Kolumbia odpadła w 1/8 finału po porażce 1:2 (po dogrywce) z Kamerunem. W reprezentacji Kolumbii Villa wystąpił w 9 meczach.